# Harreberg
Harreberg település Franciaországban, Moselle megyében. Lakosainak száma 365 fő (2022. január 1.). Harreberg Dabo, Hommert, Troisfontaines és Walscheid községekkel határos.

## Népesség
A település népességének változása:
| Lakosok száma | 326  | 340  | 369  | 378  | 397  | 400  | 395  | 382  | 377  | 365  |
|               | 1968 | 1982 | 1990 | 2006 | 2013 | 2015 | 2017 | 2019 | 2020 | 2022 |